# STUM
STUM (англ. Stum, mechanosensory transduction mediator homolog) – білок, який кодується однойменним геном, розташованим у людей на 1-й хромосомі. Довжина поліпептидного ланцюга білка становить 141 амінокислот, а молекулярна маса — 15 007.
| 10         |  | 20         |  | 30         |  | 40         |  | 50         |
| ---------- |  | ---------- |  | ---------- |  | ---------- |  | ---------- |
| MEPSHKDAET |  | AAAAAAVAAA |  | DPRGASSSSG |  | VVVQVREKKG |  | PLRAAIPYMP |
| FPVAVICLFL |  | NTFVPGLGTF |  | VSAFTVLCGA |  | RTDLPDRHVC |  | CVFWLNIAAA |
| LIQILTAIVM |  | VGWIMSIFWG |  | MDMVILAISQ |  | GYKEQGIPQQ |  | L          |

A: Аланін

C: Цистеїн

D: Аспарагінова кислота

E: Глутамінова кислота

F: Фенілаланін

G: Гліцин

H: Гістидин

I: Ізолейцин

K: Лізин

L: Лейцин

M: Метіонін

N: Аспарагін

P: Пролін

Q: Глутамін

R: Аргінін

S: Серин

T: Треонін

V: Валін

W: Триптофан

Кодований геном білок за функцією належить до фосфопротеїнів. 
Локалізований у мембрані.